# STS-47
STS-47 e петдесетата мисия на НАСА по програмата Спейс шатъл и втори полет на совалката Индевър. Това е и десета Spacelab-мисия – Spacelab-J.

## Екипаж

### Основен екипаж
| Пост                         | Астронавт                                  |
| ---------------------------- | ------------------------------------------ |
| Командир                     | Робърт Гибсън четвърти космически полет    |
| Пилот                        | Къртис Браун първи космически полет        |
| Специалист на мисията 1      | Марк Ли втори космически полет             |
| Специалист на мисията 2      | Джером Апт втори космически полет          |
| Специалист на мисията 3      | Нанси Дейвис първи космически полет        |
| Специалист на мисията 4      | Мей Джемисън първи космически полет        |
| Специалист по полезния товар | Мамору Мори (NASDA) първи космически полет |

- Любопитен факт е, че към момента на полета астронавтите Марк Ли и Нанси Дейвис са съпрузи, което е първи случай в историята на космическите полети;
- В екипажа е включена и първата астронавтка с афроамерикански корени Мей Джемисън;
- Броят на полетите е преди и включително тази мисия.

### Дублиращ екипаж
| Пост                         | Астронавт          |
| ---------------------------- | ------------------ |
| Специалист по полезния товар | Чиаки Мукаи(NASDA) |
| Специалист по полезния товар | Такао Дои (NASDA)  |
| Специалист на мисията        | Стенли Козеляк     |

## Полетът
Мисията Spacelab-J е съвместна между НАСА и Националната космическа агенция на Япония (NASDA). С помощта на херметизирания модул Spacelab са проведени биологични проучвания в условията на микрогравитация. Това са 24 експеримента по материалознание и около 20 биологични. 35 от тях са поръчани от NASDA, 7 от НАСА и два са съвместни.
Експериментите по материалознание са в областта на биотехнологиите, електронните материали, динамиката и движението на флуидите, стъклото и керамиката, металите и сплавите. Биологичните експерименти са съсредоточени на влиянието на полета върху човешкото здраве, клетъчното деление, биологичното развитие, физиология на животните и човека, космическите лъчения и биоритмите. Изпитванията са върху членовете на екипажа, японска риба Koi (вид шаран), култивирани животински и растителни клетки, пилешки ембриони, плодови мухи, гъбички и растителни семена и жаби и жабешки яйца.

## Параметри на мисията
- Маса:
  - При кацане: 99 450 кг
  - Маса на полезния товар: 12 485 кг
- Перигей: 297 км
- Апогей: 310 км
- Инклинация: 56,9°
- Орбитален период: 90.5 мин.

## Галерия
- Групов портрет на екипажа.
- Поглед към товарния отсек на совалката, в който се вижда Спейслаб.
- Остров Унимак, гледан от борда на совалката.
- Екипажът в модула „Спейслаб“.